# RET Bouwproducten
Ret Bouwproducten is een toeleverancier van bouwproducten. Het is gevestigd in de Utrechtse Schepenbuurt.

## Ontstaan
Het bedrijf ontstond in 1914 in Bussum waar de oprichter Aart Vos, een fabriek van Rubber en Theekisten (R.E.T.) begon. De kisten werden gefabriceerd van berkentriplex. Deze triplexsoort, geïmporteerd uit Rusland en Polen, is uitermate geschikt voor transport van thee omdat die houtsoort geen geur afgeeft. De kisten werden in gedemonteerde staat verscheept naar Nederlands-Indië.

## Utrecht en Sabang
Door het succes verhuisde het bedrijf naar de vroegere zagerij "De Reus" aan de Zeedijk in Utrecht. Omdat wegens de Eerste Wereldoorlog de scheepvaartverbinding met het verre oosten stil kwam te liggen, werd in 1916 overgeschakeld naar de handel in regulier triplex. Na de oorlog werd de fabricage van de rubber en theekisten weer opgepakt en werd in 1921 een nieuwe fabriek gesticht in Sabang, een vrijhaven op een eiland in het uiterste noordwesten van Sumatra. Voor dat doel werd aan de Amsterdamse effectenbeurs een N.V. opgericht. De overzeese activiteiten bleken door importen uit lage valuta landen niet lonend en de fabriek werd in 1927 gesloten.

## Handel
Geen succes met eigen fabricage, maar door de verworven kennis van het materiaal, bloeide en groeide de handel in triplex en aanverwante producten. In 1937 werd het terrein aan de Cartesiusweg in Utrecht aangekocht en in 1971 werd het bedrijf onderdeel van de Deli Maatschappij.